# Everbridge
 (février 2020).
Everbridge est une entreprise américaine fondée en 2002, à la suite des attentats du 11 septembre 2001, en se donnant la mission d’assurer la sécurité des personnes dans les situations de crise. Everbridge développe des applications qui automatisent l’envoi d’information critique, afin d’assurer la sécurité des personnes et la continuité opérationnelle des organisations. Elle revendique plus de 4700 clients dans le monde[Quand ?], envoyant plus de trois milliards de messages par an. 
Ce système a été utilisé en 2012 pour envoyer plus de 10 millions de messages lors de l'ouragan Sandy. Lors des attentats du marathon de Boston en avril 2013, la ville de Boston a utilisé Everbridge pour ses communications critiques. Everbridge a transmis des informations aux exploitants d'entreprises, aux employés, aux pompiers, au personnel hospitalier, à la police et aux résidents après les explosions et pendant la période d'état d'urgence.
L'entreprise dispose d'un bureau à Paris depuis 2019. 

## Principaux actionnaires
Au 25 février 2020 :
| The Vanguard Group             | 9,69% |
| Fidelity Management & Research | 8,78% |
| Select Equity Group            | 7,93% |
| Fred Alger Management          | 7,10% |
| Dragoneer Investment Group     | 4,00% |
| Sylebra                        | 3,96% |
| Weatherbie Capital             | 3,19% |
| Mellon Investments             | 2,94% |
| BlackRock Fund Advisors        | 2,87% |
| AllianceBernstein              | 2,51% |